# Пахарос (Порторико)
Пахарос (шп. Pájaros) град је у америчкој острвској територији Порторико, острвској држави Кариба.

## Демографија
По попису из 2010. године број становника је 10.122, што је 656 (6,9%) становника више него 2000. године.
| Група             | 2000.         | 2010.          |
| Белци             | 79 (0,8%)     | 46 (0,5%)      |
| Афроамериканци    | 657 (6,9%)    | 1.091 (10,8%)  |
| Азијати           | 13 (0,1%)     | 8 (0,1%)       |
| Хиспаноамериканци | 9.374 (99,0%) | 10.057 (99,4%) |
| Укупно            | 9.466         | 10.122         |